# 老人性愛
老人性愛（ろうじんせいあい）とは性欲の対象が老人であるもの。性的倒錯（パラフィリア）の一つで、英語ではジェロントフィリアという。俗語では老け専、桶専という。
ジェロントフィリアという言葉は、1901年に精神科医のリヒャルト・フォン・クラフト＝エビングによって生み出された。
老人特有の皮膚のしわ、たるみ、筋、息の臭い、背の曲がり、体臭、しわがれた声、垂れた乳房や萎縮を起こしている性器などに興奮する。